# Kitani Tokuo
Kitani Tokuo (* 15. Februar 1909 in Dandong; † 4. Januar 1947 im Oblast Tschita, Sowjetunion) war ein japanischer Eisschnellläufer.
Kitani wurde im Jahr 1930 japanischer Meister im Mehrkampf und über 500 m und 10.000 m. International startete er erstmals bei der Mehrkampf-Weltmeisterschaft 1931 in Helsinki, wo er den 11. Platz belegte. Im folgenden Jahr lief er bei der Mehrkampf-Weltmeisterschaft in Lake Placid auf den 17. Platz und nahm bei den Olympischen Winterspielen 1932 in Lake Placid an vier Wettbewerben teil, wo er bei allen Läufen in den Vorläufen ausschied. Er wurde 1944 in die Mandschurei einberufen und am Ende des Zweiten Weltkriegs von der Sowjetunion inhaftiert. Er starb an einer Lungenentzündung in einem Lager bei Tschita.

## Persönliche Bestleistungen
| Disziplin | Zeit        | Datum            | Ort     |
| --------- | ----------- | ---------------- | ------- |
| 500 m     | 46,9 s      | 28. Februar 1931 | Tampere |
| 1500 m    | 2:32,9 min  | 1. März 1931     | Tampere |
| 5000 m    | 9:12,0 min  | 28. Februar 1931 | Tampere |
| 10.000 m  | 19:11,5 min | 1. März 1931     | Tampere |